# Да убиеш присмехулник
 Тази статия е за романа на Харпър Ли.  За едноименния филм от 1962 г. вижте Да убиеш присмехулник (филм).  
„Да убиеш присмехулник“ (на английски: To Kill a Mockingbird) е роман на американската писателка Харпър Ли, издаден в 1960 година. Сюжетът се развива в американския юг и третира сериозни теми като смъртта, изнасилването и расовата дискриминация, погледнати през очите на няколко деца.
Книгата е една от класиките в американската литература и едно от най-добрите произведения на XX век. Печели награда Пулицър в 1961 година, а в следващата година по книгата е направен едноименен филм. Обявен е за най-добрия роман на XX век от американското списание „Лайбръри Джърнъл“ и за най-добрия роман на всички времена във Великобритания.
Историята и персонажите са донякъде базирани на живота на авторката, семейството и съседите ѝ, както и на събитията в нейния роден град в Алабама, когато тя е дете.

## Сюжет
Внимание:  Текстът по-долу разкрива сюжета на произведението (или части от него)!
Действието се предава в първо лице от шестгодишната Скаут, която живее с по-големия си брат Джем, баща си, местния адвокат Атикус Финч, и чернокожата икономка Калпурния, в измисленото американско градче Мейкомб, щата Алабама. Едно лято Скаут и Джем се запознават с Дил, момче от Меридиан, Мисисипи, което е на гости на леля си за ваканцията. Дил проявява голям интерес към къщата на Редли – странно и затворено семейство, често подлагано на слухове, заради психично болния си син на средна възраст Бу Редли, който никога не излиза от вкъщи. Един ден Дил предизвиква Джем да докосне вратата на дома на Редли.
На есен Скаут тръгва на училище, където разбира, че трябва да се правят компромиси с някои хора, дори съгласно закона, и да преглъщаш личната си гордост.

## Заглавие
Заглавието на книгата идва от един от множеството съвети на Атикус Финч към децата му – никога да не убиват присмехулника, защото той не вреди никому. В края на романа един от персонажите трябва да бъде спасен и Скаут възкликва, че не бива да се убива този човешки присмехулник.

## История на издаването
Издателството, което първо публикува книгата, предупреждава многократно авторката, че едва ли заглавието ѝ ще е продаваемо. От първата му поява на американския пазар „Да убиеш присмехулник“ се продава в над 30 млн. екземпляра, и то само в Америка. Дълго време се носи слух, че не Харпър Ли, а Труман Капоти, който е прототип на един от персонажите в романа, е написал книгата.